# Ꚕ
Ꚕ, ꚕ (w Unikodzie nazywana chwe) – litera rozszerzonej cyrylicy, wykorzystywana dawniej w języku abchaskim do oznaczania spółgłoski szczelinowej krtaniowej bezdźwięcznej [ħʷ]. Odpowiadała używanemu obecnie dwuznakowi Ҳә.

## Kodowanie
| Znak                   | Ꚕ                           | Ꚕ                           | ꚕ                         | ꚕ                         |
| ---------------------- | --------------------------- | --------------------------- | ------------------------- | ------------------------- |
| Nazwa w Unikodzie      | cyrillic capital letter hwe | cyrillic capital letter hwe | cyrillic small letter hwe | cyrillic small letter hwe |
| Kodowanie              | dziesiątkowo                | szesnastkowo                | dziesiątkowo              | szesnastkowo              |
| Unicode                | 42644                       | U+A694                      | 42645                     | U+A695                    |
| UTF-8                  | 234 154 148                 | ea 9a 94                    | 234 154 149               | ea 9a 95                  |
| Odwołania znakowe SGML | &#42644;                    | &#xA694;                    | &#42645;                  | &#xA695;                  |